# پیپیسترل ویروس
پیپیسترل ویروس (به انگلیسی: Pipistrel Virus) یک هواگرد ملخ‌پیشین تک‌موتوره از نوع ترابری غیرنظامی ساخت شرکت پیپیسترل است. هواگرد پیپیسترل ویروس نخستین پروازش را در ۱۹۹۵ میلادی انجام داد. در مجموع، تعداد ۶۰۰ فروند از این هواگرد ساخته شده‌است.